# 孙诒经
孙诒经（1826年—1890年），字子授，號孟常，浙江钱塘縣（今屬杭州市）人。晚清官員。

## 生平

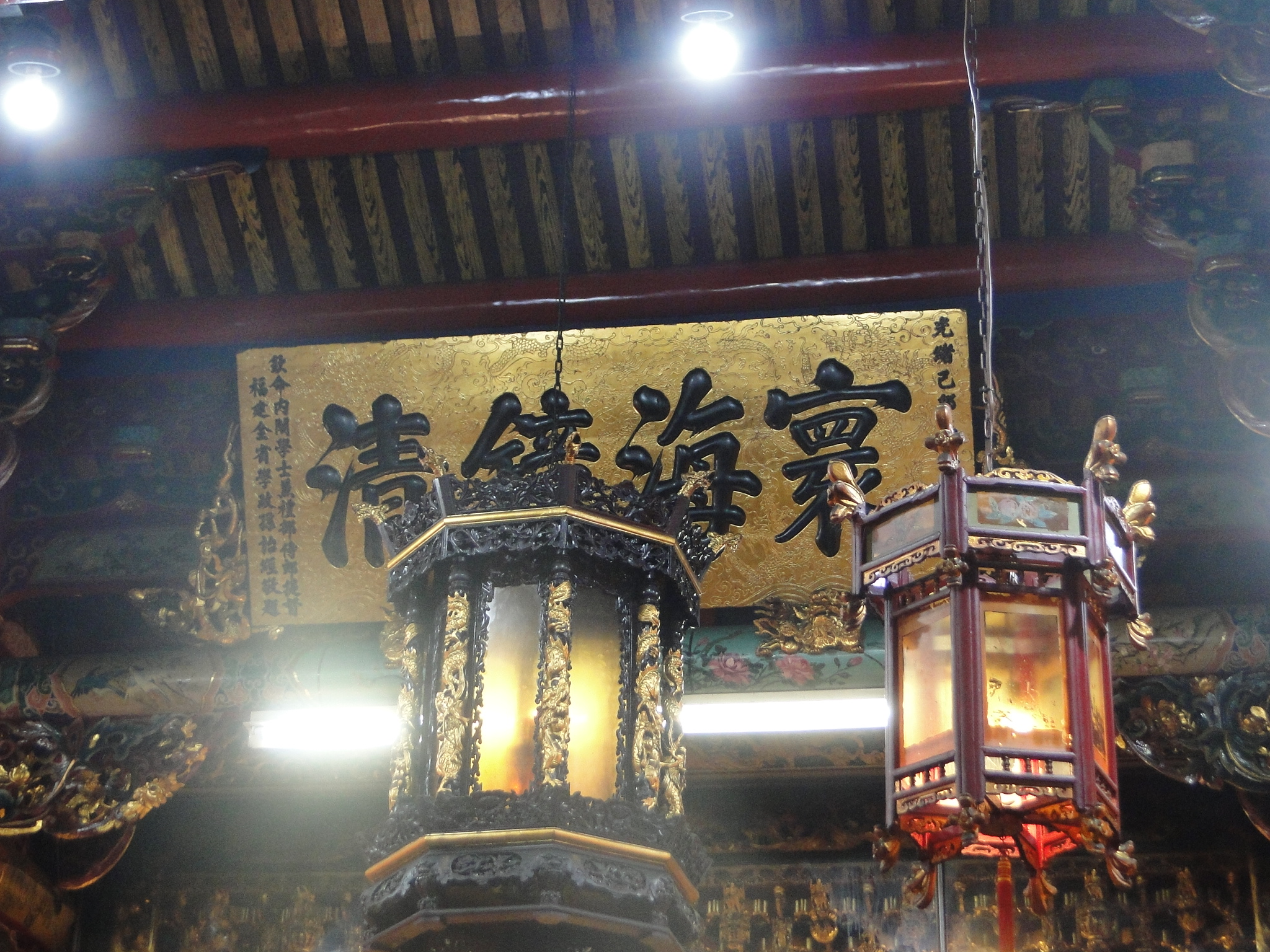
「寰海鏡清」匾

咸豐十年（1860年）進士，選庶吉士，散館授檢討。
同治元年（1862年），曾与宁绍台道张景渠在浙东镇压太平军。
九年（1870年）六月，以三品銜國子監司業充庚午陝西鄉試副考官。累官侍讀學士。
光绪初，歷任詹事府詹事、福建學政、內閣學士等職。
光緒四年（1878年）升任工部左侍郎。歷改刑部侍郎、户部侍郎，兼管三库。生性安貧，有一次他請學生何刚德在家吃飯，沒準備材料，“乃以剩飯炒雞蛋相餉”。
光緒五年（1879年）書匾額「寰海鏡清」獻予臺灣臺北士林慈諴宮。
光緒十六年（1890年），北京有大疫，诒经患重病，“痰喘甚重”，不久去世。翁同龢在日记中说:“七日之中两哭吾友，伤已，子授亦谅直之友哉。”

## 後世
子孫寶琦。清末民初政治家、外交官，曾任中華民國國務總理。

## 延伸阅读
[在维基数据编辑]
 《清史稿·卷441》，出自趙爾巽《清史稿》
 在维基共享资源阅览影像